# Mayr Facci
Mayr Facci (San Paolo, 7 aprile 1927 – Ponta Grossa, 11 marzo 2015) è stato un cestista brasiliano.

## Carriera
Con il Brasile ha disputato due edizioni dei Giochi olimpici (Helsinki 1952, Melbourne 1956) e i Campionati mondiali del 1954.